# Xe ôm

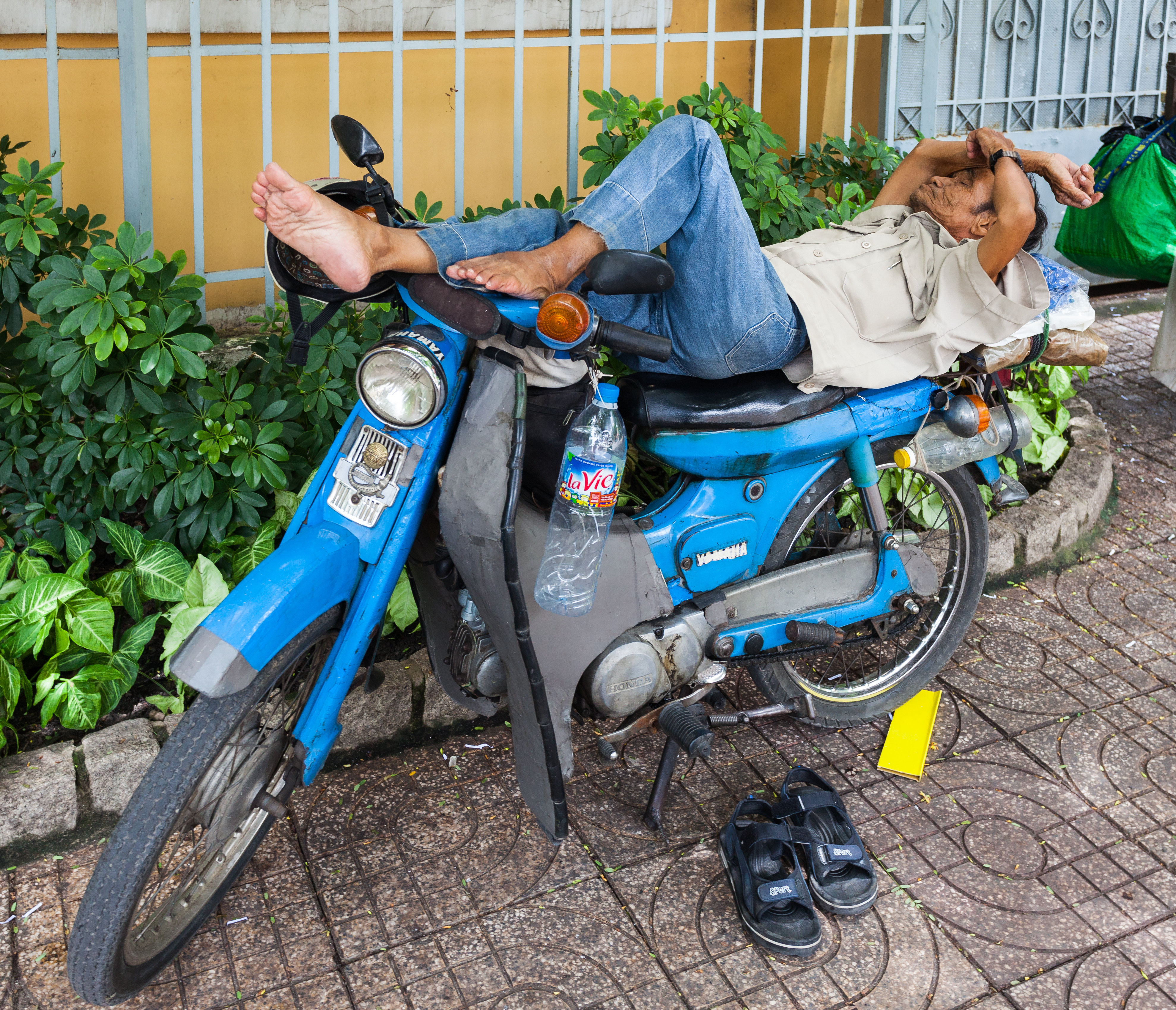
Một chú xe ôm truyền thống đang ngủ trưa ở Thành phố Hồ Chí Minh

Xe ôm là một dịch vụ vận tải chuyên chở người và hàng hóa (thường là chở người, hàng hóa chủ yếu là hành lý kèm theo) bằng hình thức xe gắn máy để nhận tiền thù lao theo thỏa thuận hoặc theo chiều dài đoạn đường chở đi. Xe ôm là một trong những hình thức chuyên chở khá phổ biến ở Việt Nam và là một loại hình nghề nghiệp phù hợp cho những người nghèo hoặc không có trình độ, nghề lái xe ôm được khá nhiều người đàn ông chọn để mưu sinh.
Ngoài ra Xe ôm công nghệ là một dịch vụ vận tải chuyên chở người và hàng hóa do các hãng xe công nghệ như: Grab, Gojek, Be... được cấp phép hoạt động tại Việt Nam.

## Hoạt động

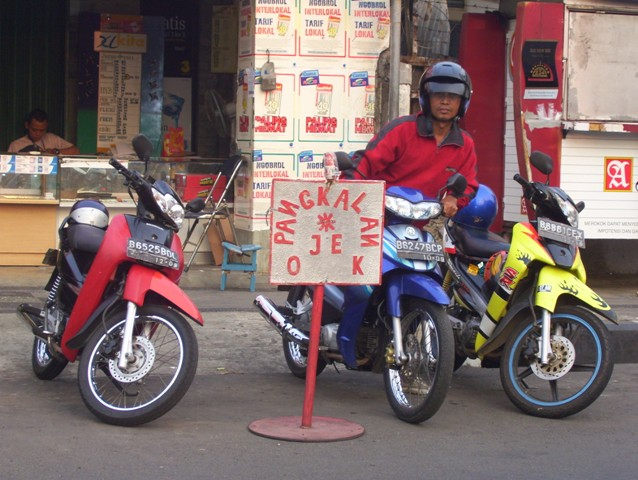
Một người hành nghề xe ôm ở Indonesia

Đây là phương tiện cơ động, nhanh, thuận tiện hơn so với xe bus. Hành khách đi xe ôm chỉ việc vẫy tay và trả giá là có thể thực hiện chuyến đi mà không cần phải làm thủ tục rắc rối. Những người lái xe ôm cũng không nhất thiết phải qua đào tạo, họ chỉ cần có kỹ năng lái xe (có giấy phép lái xe) và thông thuộc địa bàn là có thể hành nghề. Xe ôm thường tập trung đông ở các bến xe, bệnh viện, trường học.... người làm nghề xe ôm tương đối vất vã và đôi khi cũng gặp nguy hiểm vì dễ bị cướp xe.
Trong thời gian gần đây, xe ôm không còn thịnh hành như trước nữa vì người đi xe ôm ít hơn người hành nghề xe ôm. Để kiếm được hành khách, họ phải nhanh, lỳ, liều và đôi lúc còn đánh nhau vì bị người khác cướp mất khách của mình. Không đơn giản là đón, mời và chở khách, những người xe ôm phải cạnh tranh và giành giật gay gắt với những người đồng nghiệp. Người hành nghề lái xe ôm không chỉ đối mặt với hiểm nguy, cướp bóc, giới xe ôm còn nhiều phen gặp phải tình huống như gạ tình, đỡ đẻ dọc dường và cả việc có người xin một đứa con.
Một loại hình xe ôm kiểu mới là nghề xe ôm "Vip", nghề này đòi hỏi phải đẹp trai, ăn mặc lịch sự, ăn nói có duyên và đặc biệt phải có xe máy xịn. Giá cả mỗi cuốc xe chỉ nằm giữa khung giá dịch vụ xe ôm bình thường và giá taxi. Không ít người hành nghề lái xe ôm này đã có thu nhập khá hoặc gia đình giàu có. Họ xem nghề này chỉ là một trong những cơ hội để kiếm thêm bạn mới. Có người còn mượn nghề này để tìm thêm các mối quan hệ nhằm giúp ích cho công việc chính của mình.
Đầu năm 2013, ở Hà Nội xuất hiện hình thức mới là các hiệp hội xe ôm gồm gần một nghìn xe ôm tập hợp lại để thống nhất về giá cả, cách tính cước qua một tổng đài gọi chung là aloxeom. Họ hy vọng với việc công khai minh bạch về giá cả và quãng đường có thể giúp cho xe ôm trở thành phương tiện giao thông đáng tin cậy hơn.
Đầu năm 2016 xuất hiện loại hình "Đi chung xe", trong đó những người đi chung quãng đường sẽ chia sẻ chỗ trống cho nhau và chia sẻ tiền xăng xe. HÌnh thức xe ôm này chỉ hoạt động ở TP. Hồ Chí Minh và các thành phố lân cận (Vũng Tàu, Cần Thơ, Đà Lạt, Nha Trang).
Năm 2017 tại Việt Nam nổi lên thông tin về một vài quan chức cấp tỉnh và trung ương, được nói là giàu có là do kết quả của "làm thối móng tay", "chạy xe ôm", "bán chổi đót"... Các tấm gương làm giàu điển hình đưa ra được coi là "đủ đốt cháy mọi giáo án của các trường đại học như Thương mại, Học viện Ngoại thương hay Kinh tế Quốc dân" và thậm chí là "các trường đại học tầm cỡ nhất thế giới như Cambridge hay Harvard" .